# Fritz Roethlisberger
Fritz Jules Roethlisberger (* 29. Oktober 1898 in New York City; † 17. Mai 1974 in Cambridge (Massachusetts)) war ein US-amerikanischer Wirtschaftswissenschaftler und Hochschullehrer an der Harvard University.

## Leben
Der Sohn von Friedrich und Lina Roethlisberger wurde am 29. Oktober 1898 in New York geboren. Nach einem Artium Baccalaureus (Bachelor of Arts) von der Columbia University wechselte Roethlisberger an das Massachusetts Institute of Technology und erwarb 1922 einen Bachelor of Sciences im Chemie. Er arbeitete bis 1924 in der chemischen Industrie, besuchte dann die Harvard University und erlangte 1925 einen Master of Arts in Philosophie. Sein Studium in Richtung eines Doktorgrades in Philosophie wurde unterbrochen, als er Elton Mayo kennenlernte und für diesen am Department of Industrial Research der Universität arbeitete.
Von 1927 bis 1930 arbeitete er als Lehrkraft für Industrieforschung, ab 1930 als Assistenzprofessor und ab 1938 als Juniorprofessor. 1946 wurde ihm die volle Professur verliehen. 1950 wurde er zum Wallace Brett Donham Professor of Human Relations ernannt. Die Position behielt er bis zu seiner Emeritierung 1967 bei. 1963 wurde ihm ein Ehrendoktortitel der Universität St. Gallen in der Schweiz verliehen.
Roethlisberger wurde stark durch Mayo und Mary Parker Follett beeinflusst. Mayo brachte ihn mit dem Thema zusammen, durch welches Roethlisberger sich als namhafter Forscher etablieren sollte, den Experimenten in der Hawthorne-Fabrik der Western Electric Company in Chicago, die Roethlisberger gemeinsam mit William J. Dickson durchführte und als Hawthorne-Effekt als erster beschrieb.
Nach den damals üblichen Untersuchungsmethoden des Scientific Managements untersuchte man ab 1924 unter der Leitung von Dugals C. Jackson vom MIT den Einfluss der Beleuchtung auf die Arbeitsleistung. Die Arbeitshypothese war, dass eine Veränderung der Beleuchtung einen Einfluss auf die Mengenleistung haben würde. Die Beleuchtung wurde stufenweise reduziert und damit einhergehend wurde eine Zunahme der Mengenleistung beobachtet. In Interviews gaben Arbeiter des Werks allerdings an, dass sie das hellere Licht für angenehmer hielten. Von 1924 bis 1928 untersuchte Western Electric diesen Zusammenhang gemeinsam mit den National Research Council (NRC) in verschiedenen Experimenten, die alle unerwartete Ergebnisse zeigten. 1928 zog sich das NRC schließlich zurück und Western Electric wandte sich an Elton Mayo an der Harvard University. Roethlisberger war ab 1927 an den Forschungen beteiligt, erst als Assistent von Mayo, später als Mitarbeiter.
Mayo und die Forscher der Western Electric untersuchten die Daten weiter und gaben die Beleuchtungsidee endlich auf. Sie konzentrierten sich stattdessen auf den beobachtbaren Effekt von Pausenlänge und Mengenleistung. In der Beobachtung der leicht überwachbaren Relais-Montage verlängerten oder verkürzten sie die Pausenzeiten. Längere Pausen hatten einen erkennbaren Effekt auf die Mengenleistung. Daher verlängerte das Management die Pausenzeiten für das gesamte Werk, wodurch allerdings nur eine kleine Verbesserung der Leistung erreicht wurde.
In einer erneuten Untersuchung der Daten schlussfolgerten die Forscher schließlich, dass nicht die Pausenzeiten für die bessere Mengenleistung verantwortlich war, sondern die abwechslungsreichere und interessantere Umwelt durch die Anwesenheit der Forscher. Während die Forscher versuchten, eine Umwelt mit gleichförmigen und wiederholbaren Einflüssen zu erzeugen, veränderten sie die gewohnte Umwelt der Arbeiter auf eine Art und Weise, die von diesen als stimulierend wahrgenommen wurde. Statt Umweltfaktoren zu quantifizieren und zu steuern, mussten die Forscher eine soziale Umwelt erfassen und beschreiben.
In der Folge weitete sich das Forschungsgebiet aus und die Motivation der Arbeiter sowie deren Haltung gegenüber dem Unternehmen rückten mit weiteren Faktoren in den Mittelpunkt der Forschung. Bis 1933 hatten Mayo und seine Kollegen ein Interviewprogramm aufgelegt, in dem alle rd. 10.000 Mitarbeiter der Western Electric befragt wurden. Damit wurde diese Untersuchung die bis dato größte ihrer Art. Mit Input von Western Electric wurden die Ergebnisse durch verschiedene Fachschaften der Harvard University untersucht und diskutiert. Mayo selbst, Thomas North Whitehead und Lyndall Urwick schrieben wichtige Arbeiten zu den Untersuchungen. Den offiziellen Abschlussbericht aber schrieben Roethlisberger und der Western Electric-Manager Dickson.
Der 600-seitige Abschlussbericht erschien 1939 unter dem Titel Management and the Worker und wurde der grundlegende Text für den Human-Relations-Ansatz und das Organizational Behavior. Die wichtigste und grundlegendste Erkenntnis des detailreichen Berichts war, dass Unternehmen keine maschinenartigen Gebilde, sondern soziale Systeme darstellen. Roethlisberger und Dickson argumentierte, dass die Organisation zwei Ziele verfolgen müsse:
1. Produkte produzieren und
2. die Erzeugung und Aufrechterhaltung von Zufriedenheit unter den Mitarbeitern der Organisation.

In der Folge seien Unternehmen ständig mit zwei Problemen konfrontiert, dem Problem der externen Balance und dem Problem des inneren Gleichgewichts, also einerseits ökonomischen Zwängen des Marktes und der Konkurrenz und andererseits der Befriedigung der sozialen Bedürfnisse ihrer Mitarbeiter.
1947 wurde Roethlisberger in die American Academy of Arts and Sciences gewählt.

## Schüler
Zu Roethlisbergers Doktoranden gehörte auch Paul R. Lawrence, der mit Organization and Environment: Managing Differentiation and Integration, einer gemeinsamen Arbeit mit Jay Lorsch, eine der wichtigsten Arbeiten der Kontingenztheorie schrieb.

## Publikationen

### Bücher
- 1939: Management and the Worker, mit William J. Dickson
- 1941: Management and Morale
- 1966: Counseling in an Organization, mit William J. Dickson
- 1968: Man-in-Organization
- 1977: The Elusive Phenomena

### Artikel
- 1945: The foreman: Master and victim of double talk; Harvard Business Review 23.3 (1945): 283–298